# 哈尔伯施塔特亲王国
哈爾伯施塔特亲王国（德語：Fürstentum Halberstadt）是由勃蘭登堡-普魯士統治的神聖羅馬帝國的一個國家。它在1648年世俗化後取代了哈爾伯施塔特主教區。它的首都是哈爾伯施塔特。1807年，亲王国成為威斯特伐利亞王國的州首府。1813年拿破仑失败后普鲁士恢復了對亲王国的控制，诸国確認其主權為普魯士王國所有。